# Isaac Karabtchevsky
Isaac Karabtchevsky (geb. 27. Dezember 1934 in São Paulo) ist ein brasilianischer Orchesterleiter mit russisch-jüdischen Vorfahren. Er studierte Musik und Dirigieren in Deutschland, wo seine Lehrer Wolfgang Fortner, Pierre Boulez und Carl Ueter unterrichteten.

## Leben
Karabtchevsky dirigierte von 1969 bis 1996 das brasilianische Sinfonieorchester (Rio de Janeiro). Von 1988 bis 1994 war er Chefdirigent des Tonkünstler-Orchesters Niederösterreich. Von 1995 bis 2001 war er Musikdirektor des Teatro La Fenice (Venedig). Karabtchevsky ist seit 2003 künstlerischer Leiter des Porto Alegre Symphony Orchestra (Porto Alegre). Von 2004 bis 2009 war er Musikdirektor des Orchesters National des Pays de la Loire (Nantes und Angers). Heute ist Karabtchevsky Musikdirektor der Petrobras-Symphonie, eines der führenden Orchester in Brasilien.